# Stepán Novichkov
Stepán Matveyevich Novichkov (en ruso: Степан Матвеевич Новичков; Klepalniki, 29 de octubre de 1921 - Moscú, 20 de julio de 1992) fue un piloto de caza soviético y as de la aviación que durante la Segunda Guerra Mundial combatió en el 67.º Regimiento de Aviación de Caza de la Guardia. Por sus acciones militares, fue condecorado con el título de Héroe de la Unión Soviética el 4 de febrero de 1944. Durante la guerra realizó 315 misiones de combate durante las cuales consiguió treinta y tres victorias aéreas en solitario y una compartida.

## Biografía

### Infancia y juventud
Novichkov nació el 29 de octubre de 1921 en la pequeña localidad rural de Klepalniki, en el óblast de Moscú, en el seno de una familia rusa de clase trabajadora. Posteriormente su familia se trasladó a Moscú donde cursó nueve años en la escuela y asistió al club de vuelo central de Moscú. Entre 1937 y 1940 estudió en la 2.ª Escuela Especial de Artillería de Moscú y, entre 1940 y 1941, en la Escuela Especial de Aviación Militar de Moscú; se afilió al Partido Comunista de la Unión Soviética en 1942.

### Segunda Guerra Mundial
En abril de 1941, se unió al Ejército Rojo. En 1942 se graduó en la Escuela de Pilotos de Aviación Militar de Viaznikov y en mayo de ese mismo año, fue enviado a combatir en la Segunda Guerra Mundial como piloto del 436.º Regimiento de Aviación de Caza (que el 18 de marzo de 1943 se transformó en el 67.º Regimiento de Aviación de Caza de la Guardia).
El 20 de agosto de 1943, comandaba una escuadrilla del 67.º Regimiento de Aviación de Caza de la Guardia de la 1.ª División de Aviación de Caza de la Guardia del 16.º Ejército Aéreo del Frente Bielorruso. Para entonces, había completado 173 salidas de combate, derribado veintiún aviones enemigos en solitario y uno, como parte de un grupo, (la hoja de condecoraciones indica veinticuatro victorias aéreas en solitario). Por Decreto del Presídium del Sóviet Supremo de la URSS del 4 de febrero de 1944, se le concedió el título de Héroe de la Unión Soviética con la Orden de Lenin y la medalla de la Estrella de Oro (n.º 2808).
Para el final de la guerra, Novichkov, había realizado 315 misiones de combate, combatido en más de ochenta batallas aéreas durante las que consiguió treinta y tres victorias aéreas individuales y una compartida. Participó en la batalla de Stalingrado, la batalla de Kursk, la liberación de las regiones de Briansk y parte de Mogilev, la liberación de Bielorrusia y Polonia, y la ofensiva de Berlín.

### Posguerra
Tras la guerra, continuó sirviendo en la Fuerza Aérea, hasta el 7 de agosto de 1946 cuando pasó a la reserva con el rango de teniente coronel. Fijó su residencia en Moscú donde falleció el 20 de julio de 1992 y fue enterrado en la ciudad de Púshkino (óblast de Moscú), en el cementerio Novoderevenskoye.

## Condecoraciones
A lo largo de su carrera militar recibió las siguientes condecoraciones:
|  | Héroe de la Unión Soviética (4 de febrero de 1944)                                                     |
|  | Orden de Lenin (4 de febrero de 1944)                                                                  |
|  | Orden de la Bandera Roja, tres veces (15 de agosto de 1942, 23 de marzo de 1943 y 31 de julio de 1945) |
|  | Orden de la Guerra Patria de 1.er grado, dos veces (6 de febrero de 1945 y 11 de marzo de 1985)        |
|  | Orden de la Guerra Patria de 2.do grado (8 de agosto de 1943)                                          |
|  | Medalla Conmemorativa por el Centenario del Natalicio de Lenin «Al valor militar»                      |
|  | Medalla por la Defensa de Stalingrado (1942)                                                           |
|  | Medalla por la Victoria sobre Alemania en la Gran Guerra Patria 1941-1945 (1945)                       |
|  | Medalla Conmemorativa del 20.º Aniversario de la Victoria en la Gran Guerra Patria de 1941-1945 (1965) |
|  | Medalla Conmemorativa del 30.º Aniversario de la Victoria en la Gran Guerra Patria de 1941-1945 (1975) |
|  | Medalla Conmemorativa del 40.º Aniversario de la Victoria en la Gran Guerra Patria de 1941-1945 (1985) |
|  | Medalla por la Conquista de Berlín (1945)                                                              |
|  | Medalla por la Liberación de Varsovia (1945)                                                           |
|  | Medalla al Trabajador Veterano                                                                         |
|  | Medalla del 50.º Aniversario de las Fuerzas Armadas de la URSS                                         |
|  | Medalla del 60.º Aniversario de las Fuerzas Armadas de la URSS                                         |
|  | Medalla del 70.º Aniversario de las Fuerzas Armadas de la URSS                                         |